# Kamienne kule z Kostaryki
Kamienne kule z Kostaryki – monolityczne rzeźby w kształcie kul wykonane przez człowieka, odkryte na obszarze Kostaryki, o średnicy od kilku centymetrów do ponad dwóch metrów (największa znaleziona ma 2,4 m średnicy i waży ok. 16 ton). Lokalnie są nazywane Las Bolas, co dosłownie oznacza Kule. W 2014 wraz z prekolumbijskimi osadami wodzowskimi kamienne kule wpisano na listę światowego dziedzictwa UNESCO .

## Pochodzenie
Kule znajdowano obok przedmiotów datowanych od 200 roku p.n.e. do 800 roku n.e. Podczas innych prac archeologicznych obok kul odnajdywano złote ozdoby typowe dla okresu ok. 1000 roku n.e. Jeszcze inne przedmioty znalezione w innym miejscu wraz z kulami wskazywały na XVI stulecie. W związku z tym można stwierdzić, że kule były wytwarzane w przedziale czasowym wynoszącym 1800 lat, prawdopodobnie przez rdzennych mieszkańców Kostaryki posługujących się językiem czibczańskim. Lud ten żył w odosobnieniu w siedliskach nieprzekraczających 2000 mieszkańców, zajmując się głównie uprawą m.in. fasoli, kukurydzy, manioku, papai, ananasów, dyń, awokado, kakao .

## Odkrycie
Pierwsze zapiski o kamiennych kulach sięgają XIX w., jednak dopiero ich masowe odkrycia podczas prac rolniczych na plantacjach bananów w latach 30. przez United Fruit Company wzbudziły zainteresowanie archeologów . Odkrycie to spowodowało między innymi, że wiele z nich zostało przeniesionych z pierwotnych miejsc położenia (np. do ogródków w celach ozdobnych), a część została zniszczona. Obecnie można je znaleźć rozproszone w całej Kostaryce. Dwie z nich znajdują się w Muzeum National Geographic w Waszyngtonie oraz w Muzeum Archeologii i Etnografii na Uniwersytecie Harvarda w Cambridge.

Pierwotnie kule można było znaleźć w takich rejonach, jak delta rzeki Diquís w pobliżu miast Palmar Sur i Palmar Norte oraz na Isla del Caño . Często towarzyszyły im inne znaleziska archeologiczne, takie jak chodniki wykonane z otoczaków rzecznych, całe lub rozbite naczynia ceramiczne, ozdoby itp. Samuel Lothrop w swojej publikacji (1963) podaje informację o zarejestrowaniu 186 tych obiektów, aktualnie ich liczbę szacuje się na około 300 . Od 1970 władze samorządowe chronią kamienne kule oraz ich lokalizacje. 

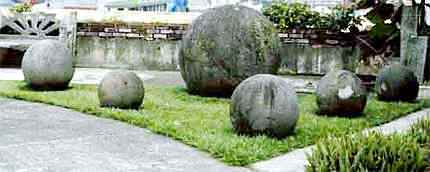
Kamienne kule jako ozdoba trawnika

## Wykonanie
W większości zostały wykonane z granodiorytu – kwaśnej skały magmowej. Same rzeźby powstawały najpewniej przez redukcję różnej wielkości otoczaków, kamieni i głazów do formy kulistej. Ustalono, że granodioryt w wyniku nagłych zmian temperatury łuszczy się, stąd np. poprzez rozgrzewanie gorącymi węglami i schładzanie wodą oraz odpowiednią obróbkę mechaniczną można było uzyskać kuliste kształty. Na koniec były szlifowane i polerowane. W wyniku dokonanych pomiarów kul o średnicach od około 0,6 m do 0,9 m wykryto rozbieżności w średnicy wahające się od 2,5 cm do 5,1 cm, w związku z czym należy odrzucić twierdzenie, że są idealnie kuliste .

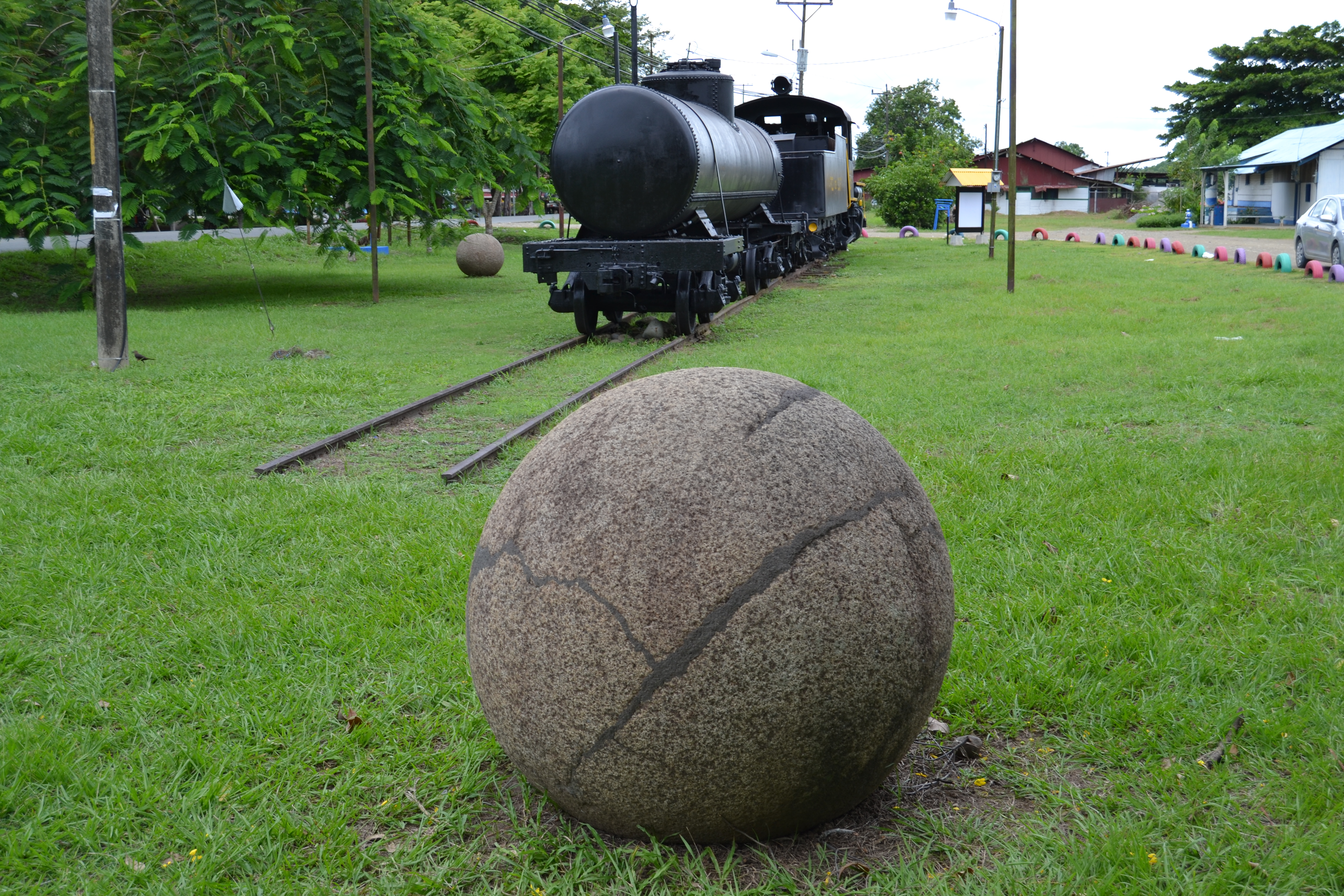
Kamienne kule w parku nieopodal lotniska w Palmar Sur

## Mity i fakty
Wokół kamiennych kul narodziło się wiele mitów wynikających z ich pozornej doskonałości, usytuowania, w jakim je odnaleziono (wiele było ułożonych w linie, figury geometryczne, a inne były częściowo zakopane w ziemi) oraz ich struktury (niektóre są z głębokimi bruzdami). Niektóre opowieści mówią o schowanym wewnątrz kul złocie (wskutek czego wiele zniszczono). Podobnym opowieściom sprzyja fakt, że kamienne kule stanowią swojego rodzaju tajemnicę archeologiczną, gdyż w wyniku hiszpańskiej kolonizacji zaprzestano ich wytwarzania, a rdzenna ludność nie zostawiła po sobie żadnych jednoznacznych dowodów potwierdzających słuszność jakiejkolwiek teorii dotyczącej ich przeznaczenia .
Niemniej według archeologów prawdopodobnie mogły one służyć jako świadectwo rangi w lokalnym społeczeństwie lub być rodzajem kalendarza do planowania upraw.